# هارلینگ شرقی
هارلینگ شرقی (به انگلیسی: East Harling) یک روستا در بریتانیا است که در Harling, Norfolk واقع شده‌است.